# Edinburgh Capitals
Edinburgh Capitals je hokejový klub se sídlem ve skotském hlavním městě Edinburghu hrající Skotskou národní ligu (SNL). Tým byl založen v roce 1998, domácí zápasy odehrává v Murrayfield Ice Rink poblíž ragbyového stadiónu s kapacitou 3800 diváků.
Tým je ve vlastnictví Scotta Neila, který zachránil hokej v Edinburghu a byl roku 2007 uveden do britské hokejové Síně slávy.

## Historie
Klub byl vytvořen v roce 1998 po rozpuštění Murrayfield Royals, převzetím jeho místa v Britské národní lize (BNL), druhé lize ve Velké Británii. Po zániku BNL v roce 2005 se Capitals připojili k tamní nejvyšší lize Elite Ice Hockey League kde hráli v letech 2005-2018. Od sezóny 2000-01, klub postavil rezervní tým ve skotských regionálních soutěžích. Tento tým vyhrál mimo jiné třikrát Skotskou národní ligu a v roce 2014 dosáhl na skotskou trojkorunu vítězstvím v lize, play off a poháru. V roce 2018 Murrayfield Ice Rink neprodloužil nájemní smlouvu s klubem a místo toho dal přednost Murrayfield Racers, následkem toho končí činnost oba týmy Edinburgh Capitals.
Od sezóny 2022/23 hraje obnovený klub Skotskou národní ligu (SNL).

## Úspěchy
Současné výhry uhrál rezervní tým Edinburgh Capitals
- Skotská národní liga - 2002, 2003, 2014
- Play off Skotské národní ligy - 2014
- Skotský pohár - 2002, 2013, 2014, 2015
- Skotský podzimní pohár -  2001, 2002
- Skotský jarní pohár -  2001, 2002, 2003, 2005

## Vyřazený dres
21 - Chris Kelland